# Predgrad
Predgrad – wieś w Słowenii, w gminie Kočevje. W 2018 roku liczyła 90 mieszkańców.